# Ballater
Ballater (gael. Bealadair) – wieś we wschodniej Szkocji, w hrabstwie Aberdeenshire, położona nad rzeką Dee, w dolinie Royal Deeside, na terenie parku narodowego Cairngorms. W 2011 roku liczyła 1533 mieszkańców.
Miejscowość, uzdrowisko zlokalizowane w pobliżu źródeł mineralnych Pannanich, powstała około 1770 roku. W 1866 roku dotarła tu linia kolejowa z Aberdeen, sprzyjając rozwojowi turystyki. Stację kolejową zamknięto w 1966 roku.
Na zachód od Ballater, w odległości około 11 km, znajduje się rezydencja królewska Balmoral.